# قطعنامه ۱۴۵۶ شورای امنیت
قطعنامه  ۱۴۵۶ شورای امنیت سازمان ملل متحد که در تاریخ ۲۰ ژانویه ۲۰۰۳ تصویب شد، سندی بین‌المللی دربارهٔ نشست شورای عالی امنیت: مبارزه با تروریسم است. این قطعنامه طی نشست ۴۶۸۸ام با ۱۵ رای موافق، ۰ مخالف و ۰ ممتنع تصویب شد.